# Nocher-Route
Cet article concerne la localité luxembourgeoise. Pour le nocher des Enfers, voir Charon (mythologie).
Nocher-Route (en luxembourgeois : Nacher Strooss  et en allemand : Nocherstrasse) est une localité de la commune luxembourgeoise de Goesdorf située dans le canton de Wiltz.